# Юн, Микаэль
Микаэль Юн (имя при рождении Микаэль Бенаюн) — французский актёр, комик и певец.

## Биография
Родился 2 декабря 1973 года в Сюрене. Единственный ребёнок в еврейско-марокканской семье. С пяти лет занимался игрой на фортепиано.
После двух лет экономических и коммерческих подготовительных классов в средней школе Богоматери Святого Креста Нейи он поступил в бизнес-школу CERAM, которую успешно окончил в 1996 году. Но тяга к творчеству взяла своё. Учился в актёрской школе и играл на театральной сцене. С 1998 по 2000 год (после получения образования диктора и театрального актера) Юн вёл несколько программ на популярной парижской радиостанции Skyrock. Популярность и успех Майкла Юна на самой важной французской частной радиостанции привлекли к нему внимание руководителей французского телевидения. В само кино дебютировал в начале 2000-х (в июле 2000 г. он был нанят для нового утреннего шоу «Morning Live»), всего на его счету более 30 работ в кино. Наиболее известен благодаря фильмам «Вокруг света за 80 дней», «Изноугуд или Калиф на час», «Шеф». В конце 2020х он снимается также в сериалах, таких, как «Красные браслеты» (французская версия).
Чаще всего Юн был задействован в развлекательном контенте. В частности, они пародировали музыкальные сцены Жан-Мишеля Жарра, кастинги поп-звезд, Гран-При и французских рэперов.
В 2006 году вместе с Венсаном Дезанья и Бенжаменом Моргеном организовал пародийный рэп-коллектив Fatal Bazooka, который с успехом выступает и сейчас. О персонаже Fatal Bazooka он снял (как режиссер и исполнитель главной роли) фильм Фаталь (2010), и в 2025 году было анонсировано, что в 2026 выйдет сиквел "Фаталь-2".

## Избранная фильмография
| Год  | Название                  | Роль                                     | Дополнительно                                       |
| ---- | ------------------------- | ---------------------------------------- | --------------------------------------------------- |
| 2004 | Вокруг света за 80 дней   | управляющий галереи                      |                                                     |
| 2005 | Изноугуд или Калиф на час | Изноугуд                                 |                                                     |
| 2008 | Мадагаскар 2              | король лемуров Джулиан                   | французский дубляж                                  |
| 2010 | Фаталь                    | Рэпер Фаталь Базука, он же Робер Лафондю | режиссёр, исполнитель главной роли                  |
| 2012 | Шеф                       | Жаки Боно                                |                                                     |
| 2012 | Мадагаскар 3              | король лемуров Джулиан                   | французский дубляж                                  |
| 2014 | Пингвины Мадагаскара      | король лемуров Джулиан                   | французский дубляж                                  |
| 2017 | Сахара                    | песчаная рыба                            | голос                                               |
| 2020 | Клуб холостяков           | Тити                                     | актер и режиссер, один из авторов сценария          |
| 2026 | Фаталь 2                  | Рэпер Фаталь Базука, он же Робер Лафондю | режиссёр и исполнитель главной роли; фильм в планах |